# Josef Ferstl
Pour les articles homonymes, voir Ferstl.
Josef Ferstl, né le 29 décembre 1988 à Traunstein, est un skieur alpin allemand. Spécialiste des épreuves de vitesse, il remporte deux courses de super G en Coupe du monde.

## Biographie
Surnommé Pepi, il est le fils de Sepp Ferstl, aussi skieur qui a gagné à Kitzbühel.
Actif depuis l'hiver 2003-2004, il fait ses débuts internationaux lors du Festival olympique de la jeunesse européenne en 2005, où il arrive cinquième du slalom notamment Coupe du monde en février 2007. Il obtient son premier succès et podium dans la Coupe d'Europe début 2012 à la descente d'Altenmarkt-Zauchensee.
Après un premier top 30 au super combiné de Wengen, il signe son premier top 10 en Coupe du monde en descente lors de la saison 2012-2013 à Garmisch-Partenkirchen. Il est sélectionné pour ses premiers Championnats du monde de Beaver Creek en 2015. En décembre 2016, il se rapproche un peu plus du podium avec une cinquième place au super G de Santa Caterina di Valfurva.
Ferstl remporte sa première victoire lors de l'hiver 2017-2018 en super G à Val Gardena. Il participe ensuite aux Jeux olympiques de Pyeongchang, obtenant au mieux une 25e place à la descente.
En janvier 2019, il remporte le super G de Kitzbühel, station de prestige, avant de se rendre aux Championnats du monde à Åre, où il se classe sixième du super G notamment. Il ne peut maintenir ce niveau en 2019-2020, en raison d'une blessure à la main contractée à Sölden.
En janvier 2022, il finit dans le top dix dans l'élite pour la première fois depuis 2019 en enregistrant une sixième place au super G de Wengen. Aux Jeux olympiques de Pékin, il ne réplique pas cette performance et termine 23e de la descente et 18e du super G.

## Palmarès

### Jeux olympiques
| Épreuve / Édition   | Descente | Super G | Combiné |
| JO 2018 Pyeongchang | 25e      | 27e     | Abandon |
| JO 2022 Pékin       | 23e      | 18e     | -       |

### Championnats du monde
| Épreuve / Édition | Vail - Beaver Creek 2015 | Saint-Moritz 2017 | Åre 2019 |
| Descente          | 22e                      | 18e               | 28e      |
| Super G           | 25e                      | 26e               | 6e       |
| Super combiné     | 25e                      | 25e               |          |

### Coupe du monde
- Meilleur classement général : 23e en 2019.
- 2 podiums, dont 2 victoires.

#### Détail des victoires
| Saison    | Super G     | Total |
| 2017-2018 | Val Gardena | 1     |
| 2018-2019 | Kitzbühel   | 1     |
| Total     | 2           | 2     |

#### Classements par saison
| Saison/Classement | Général | Général | Descente | Descente | Slalom géant | Slalom géant | Slalom | Slalom | Super G | Super G | Combiné | Combiné |
| Saison/Classement | Class.  | Points  | Class.   | Points   | Class.       | Points       | Class. | Points | Class.  | Points  | Class.  | Points  |
| ----------------- | ------- | ------- | -------- | -------- | ------------ | ------------ | ------ | ------ | ------- | ------- | ------- | ------- |
| 2012-2013         | 97e     | 31      | 40e      | 30       | -            | -            | -      | -      | -       | -       | 32e     | 1       |
| 2013-2014         | 129e    | 8       | -        | -        | -            | -            | -      | -      | 46e     | 8       | -       | -       |
| 2014-2015         | 67e     | 93      | 28e      | 75       | -            | -            | -      | -      | 45e     | 11      | 35e     | 7       |
| 2015-2016         | 95e     | 60      | 42e      | 31       | -            | -            | -      | -      | 35e     | 29      | -       | -       |
| 2016-2017         | 47e     | 172     | 27e      | 55       | -            | -            | -      | -      | 13e     | 117     | -       | -       |
| 2017-2018         | 34e     | 237     | 31e      | 42       | -            | -            | -      | -      | 6e      | 195     | -       | -       |
| 2018-2019         | 23e     | 353     | 14e      | 156      | -            | -            | -      | -      | 9e      | 197     | -       | -       |
| 2019-2020         | 74e     | 109     | 26e      | 78       | -            | -            | -      | -      | 29e     | 31      | -       | -       |
| 2020-2021         | 68e     | 98      | 38e      | 24       | -            | -            | -      | -      | 22e     | 74      | -       | -       |

### Coupe d'Europe
- 3e du classement de la descente en 2012.
- 4e du classement du super G en 2013.
- 2 victoires.

### Championnats d'Allemagne
- Champion de la descente en 2019.